# Osmoregulation

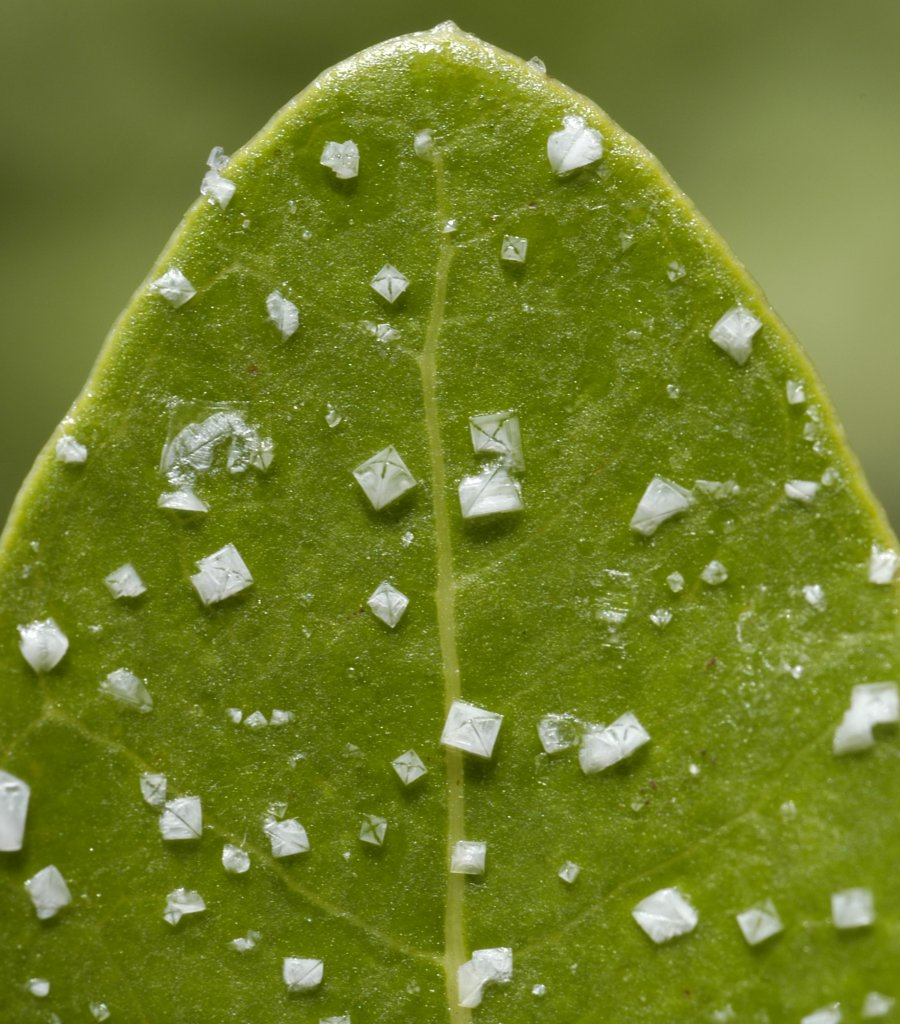
Salzaustritt an den Blättern des Mangrovenbaums Avicennia germinans

Als Osmoregulation wird in der Biologie die Regulation des osmotischen Drucks der Körperflüssigkeiten eines Organismus bezeichnet. Jeder Organismus muss verhindern, dass die Konzentration gelöster Stoffe in seinen Zellen zu hoch oder zu niedrig wird. Die Osmoregulation sorgt für einen verträglichen Wassergehalt, bei vielen Tieren darüber hinaus für einen annähernd gleichbleibenden Zustand im Körper (Homöostase).

## Prinzip
Sind zwei Lösungen durch eine semipermeable Membran getrennt und weisen unterschiedliche Wasserpotentiale auf, bewegt sich Wasser durch Osmose vom jeweils höheren zum niedrigeren Wasserpotential (das höchste Potential hat reines Wasser). Je mehr gelöste Teilchen in der Lösung vorhanden sind, desto höher ist der osmotische Wert.
In allen Umgebungen, ob im Wasser (aquatisch) oder an Land (terrestrisch), müssen Organismen die Konzentration gelöster Stoffe sowie den Wassergehalt der Körperflüssigkeiten in einem für sie geeigneten Bereich aufrechterhalten. Dazu ist die Exkretion (Ausscheidung) von überschüssigen Stoffwechselprodukten und Salzen erforderlich, die bei zu hoher Konzentration toxisch wirken würden. Alle Vorgänge und Mechanismen in diesem Zusammenhang sind Bestandteil der Osmoregulation.

## Osmotische Konformer und osmotische Regulierer

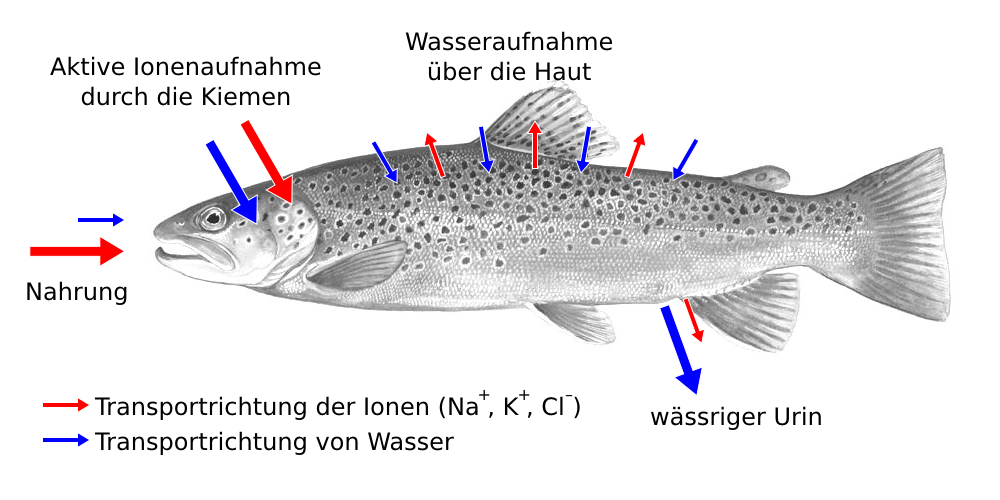
Süßwasserfische wie die Bachforelle nehmen aktiv Ionen auf

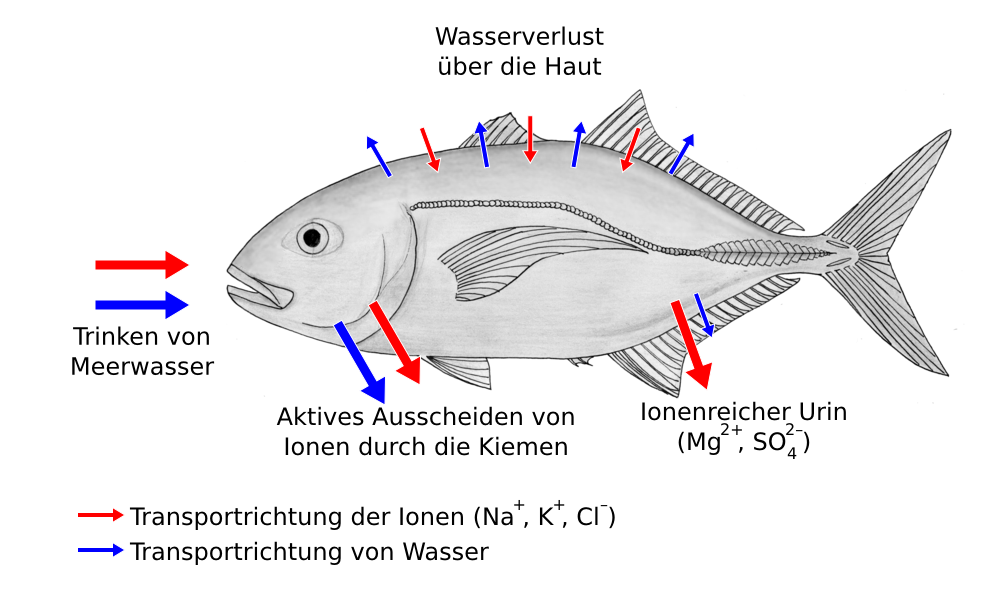
Meeresfische wie die Stachelmakrele scheiden aktiv Ionen aus

Bei der Osmoregulation werden zwei Haupttypen von Organismen unterschieden: Osmokonformer und Osmoregulierer.
Osmokonformer (oder osmotische Konformer, engl. osmotic conformers, auch Osmokonforme genannt) passen die Osmolarität ihrer Körpergewebe an ihre Umgebung an, sie sind poikilosmotisch. Dies kann entweder passiv geschehen (ohne zusätzlichen Energieaufwand) oder aktiv (unter Energieverbrauch). Die meisten marinen Wirbellosen sind Konformer. Auch Schleimaale und Plattenkiemer (Haie und Rochen) sind Konformer, allerdings weicht ihre Elektrolyt-Zusammensetzung von der des Meerwassers ab. Insbesondere aufgrund des Donnan-Effekts, der bei Anwesenheit nicht permeabler Stoffe (beispielsweise Proteine) im Inneren des Organismus auftritt, sind auch passive Konformer stets schwach hyperosmotisch gegenüber dem Außenmedium.
Im Tierreich weiter verbreitet sind die Osmoregulierer (oder osmotische Regulierer, engl. osmotic regulators). Sie halten die Osmolarität des Organismus in engen, nahezu konstanten Grenzen und regulieren den Salzgehalt ihrer Körperflüssigkeiten unabhängig vom Salzgehalt der Umgebung. Man nennt solche Organismen homoiosmotisch.
- Süßwasserfische sind hyperosmotische Regulierer. Sie haben einen höheren osmotischen Wert im Körperinneren als ihre Umgebung und nehmen deshalb Elektrolyte mit den Kiemen aktiv aus dem umgebenden Wasser auf. Das dabei mit aufgenommene, überschüssige Wasser wird über den Urin wieder ausgeschieden, der deshalb sehr verdünnt ist.
- Im Meerwasser lebende Organismen sind hypoosmotische Regulierer. Sie haben einen niedrigeren osmotischen Wert im Körperinneren als ihre Umgebung, was ohne Gegenregulation zu einem ständigen Wasserverlust führen würde. Sie scheiden daher aktiv Salze über die Kiemen aus.

Die meisten Fischarten sind auf Süß- oder Salzwasserumgebungen beschränkt (stenohalin). Arten, deren Osmoregulation das Leben in einem weiten Salinitätsbereich ermöglicht, werden als euryhalin bezeichnet. Lachse, Barramundi, Bullenhaie und Diamantschildkröten haben beispielsweise die Fähigkeit sowohl Süßwasser als auch Brack- und Salzwasser zu tolerieren.

## Osmoregulation

### Bei Pflanzen
Allgemein gilt, Pflanzen müssen Wasser aufnehmen um den Verlust wieder auszugleichen. Höhere Pflanzen verdunsten Wasser vor allem an den Oberflächen der Blätter und durch ihre Spaltöffnungen, die der Aufnahme des CO2 dienen, das wichtig bei der Photosynthese ist. Viele Pflanzen zeigen Anpassungen ihrer Blätter, die den Wasserverlust durch Transpiration gering halten. Dazu zählen nadelförmige Blätter, versenkte Spaltöffnungen sowie eine verdickte Cuticula wie bei den Kiefern. Der Strandhafer hat zusammengerollte Blätter mit innenliegenden Spaltöffnungen. Andere Arten haben Methoden zur Wasserspeicherung entwickelt, um Wasser aufzunehmen, wenn es reichlich vorhanden ist, um es bei Trockenheit zu benutzen. Als Xerophyte werden Pflanzen trockener Habitate bezeichnet, die ausgedehnten Trockenheitsperioden widerstehen können. Sukkulente Pflanzen wie Kakteen speichern Wasser in ausgedehnten Parenchym-Geweben.
Wasserabgabe und -aufnahme werden von den internen und externen Einflüssen bestimmt, die sich auf die Transpiration der Pflanze auswirken. Die meisten höheren Pflanzen verfügen über keine spezifischen Organe für die Osmoregulation, eine Ausnahme sind die Salzdrüsen bei Mangrovenbäumen und manchen Pionierpflanzen, darunter Salzpflanzen. Diese können das salzige Wasser aufnehmen, das in ihrer Umwelt vorherrscht.

### Bei Einzellern

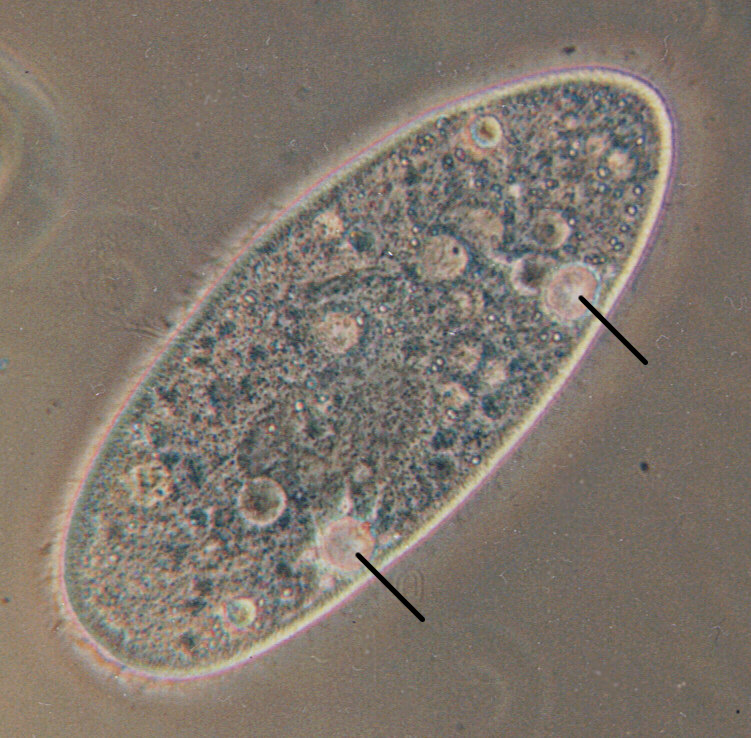
Das Pantoffeltierchen Paramecium aurelia mit kontraktilen Vakuolen. Bei der unteren sind die zuführenden Radiarkanäle zu erkennen.

Manche Einzeller wie Pantoffeltierchen, Amöben oder die Alge Euglena verfügen über eine oder mehrere kontraktile Vakuolen, die überschüssiges Wasser aus dem Zellplasma durch Osmose aufnehmen. Der Inhalt der kontraktilen Vakuole kann entweder durch ein Pore (Pantoffeltierchen) oder Exozytose aus der Zelle entfernt werden. Die Pulsationsfrequenz der kontraktilen Vakuolen beträgt je nach Art zwischen 5 und 10 Sekunden (Paramecium caudatum) bis zu 30–40 Minuten (beim Wimperntierchen Spirostomum) und wird von einer Reihe von externen Faktoren wie dem  Ionen-Konzentrationsgefälle und der Temperatur beeinflusst.

### Bei Tieren
Die Osmolarität der extrazellulären Flüssigkeit wird bei Säugetieren entscheidend von der Natriumkonzentration bestimmt, intrazellulär kommt Kalium die größte Bedeutung zu. Die Osmolarität wird jedoch nicht durch Regulation der Ionenbestände konstant gehalten, sondern durch Regulierung der Wassermenge, in der die Teilchen gelöst ist. Anders als Salze, die Membranen nur streng reguliert überqueren können, verteilt sich Wasser frei im ganzen Körper und gleicht dabei – angetrieben vom osmotischen Druck – fast alle Osmolaritätsunterschiede aus. Die Regulierung der Aufnahme und Ausscheidung freien Wassers ist insofern geeignet, die Osmolarität im gesamten Körper im Soll zu halten, sodass Zellen keine Schrumpfung oder Schwellung erfahren. Dabei gewährleistet die Volumenregulation durch Steuerung des Natriumbestands, dass sich durch die Osmoregulation keine unerwünschten Volumenveränderungen des Extrazellularraums ergeben.
Die Osmoregulation besteht im Wesentlichen aus zwei Regelkreisen, deren Messfühler  Osmorezeptoren im Hypothalamus und schnelle Durstneurone in der Lamina terminalis im Vorderhirn sind. Bei Hyperosmolarität (Wassermangel) senden diese Signale, sodass
1. in der Neurohypophyse, wird antidiuretisches Hormon (ADH) freigesetzt, das in der Niere den Einbau von Aquaporin 2 in die Sammelrohre stimuliert, wodurch weniger Wasser ausgeschieden wird, und
2. Durst ausgelöst wird, der über eine Verhaltensänderung die Aufnahme von Wasser durch Trinken bewirkt.

In beiden Fällen wird die Wasserbilanz positiv, sodass der Hyperosmolarität effektiv entgegengewirkt wird (negative Rückkopplung). Bei Hypoosmolarität (Wasserüberschuss) stellt sich die Regulation entsprechend umgekehrt dar.

## Störungen der menschlichen Osmoregulation
Osmotische Störungen sind einerseits die Hyperosmolarität durch einen relativen Wassermangel und andererseits die Hypoosmolarität durch relativen Wasserüberschuss. Es handelt sich dabei um funktionelle Störungen des Wasserhaushalts. Da das Blutplasma Teil der extrazellulären Flüssigkeit ist und seine Osmolarität somit ebenfalls vor allem von der Natriumkonzentration bestimmt wird, kann Hyperosmolarität mit Hypernatriämie und Hypoosmolarität mit Hyponatriämie gleichgesetzt werden (eine Ausnahme von dieser Regel ist die hyperosmolare Hyponatriämie durch einen Überschuss nichtionischer Osmolyte wie Glucose).
Eine eindrückliche Störung der Osmoregulation ist der Diabetes insipidus. Wegen Ausfall des ersten Regelkreises (fehlende ADH-Sekretion, fehlende ADH-Wirkung durch defekten Rezeptor oder defektes Aquaporin) besteht eine permanente Polyurie (Ausscheidung großer Mengen hypoosmolaren Urins) und daraus folgend Hyperosmolarität. Da der zweite Regelkreis aber intakt ist, motiviert Durst die Betroffenen zur Aufnahme großer Flüssigkeitsmengen (Polydipsie), sodass eine ausgeglichene Wasserbilanz erreicht wird. Auch beim Fanconi-Bickel-Syndrom kommt es zu einer Polyurie, zudem zu einer Phosphaturie.
Alte Menschen haben oft ein vermindertes Durstempfinden (Oligodipsie, bei psychogener Anorexie in Verbindung mit Appetitlosigkeit). Bei starken Wasserverlusten, etwa durch Schwitzen an heißen Tagen, kann sich daraus ein Wassermangel ergeben, der als Exsikkose bezeichnet wird (Siehe auch Oligurie und Anurie). Personen mit intaktem Durstempfinden können auch eine Exsikkose entwickeln, wenn sie trotz Durst nicht trinken.
Die bis hierhin beschriebenen Krankheitszustände durch isolierten Wassermangel lassen sich als hyperosmolare Hypohydratation zusammenfassen. Ein isolierter Wasserüberschuss (hypoosmolare Hyperhydratation) ist bei intakter Osmoregulation kaum möglich, da überschüssiges Wasser sehr schnell ausgeschieden werden kann; mögliche Ursachen sind die Zufuhr großer Mengen hypoosmolarer Lösungen (übermäßiges Trinken) – insbesondere bei eingeschränkter Nierenfunktion – sowie das Schwartz-Bartter-Syndrom bzw. Syndrom der inadäquaten ADH-Sekretion.